# Monte Scotano (colle)
Il Monte Scotano è un colle delle Murge meridionali in Provincia di Brindisi. È alto 326 metri e segna il confine con il Salento settentrionale. Questo è l'unico sito dell'Altosalento da cui si vedono sia il mar Jonio che il mare Adriatico.

## Centri abitati
Sulle sue pendici sorgono le frazioni di Abate Carlo Monte Scotano del comune di Villa Castelli e la frazione di Facciasquata del comune di Ceglie Messapica sul crinale orientale.

## Risorse naturali
- Sono presenti numerose grotte carsiche, tra queste le più importanti sono la grotta di Montescotano e la grotta di Facciasquata.
- Sono diffuse numerose specchie[1]; la più famosa è quella di Facciasquata, di 10 metri di diametro.
- Il bosco Turdalur copre una superficie di circa un ettaro; le specie arboree prevalenti sono rappresentate da leccio, olivo selvatico, quercia e roverelle centenarie; il sottobosco è costituito da macchia mediterranea, ricca di funghi. In epoche passate veniva praticata la cattura del tordo.
- La fauna: lepri, volpi, ricci, gufo e assiolo.